# Litoria meiriana
Litoria meiriana – gatunek płaza bezogonowego z podrodziny Pelodryadinae w rodzinie rzekotkowatych (Hylidae).

## Występowanie
Ten północnoaustralijski płaz występuje od Ziemi Arnhema w Terytorium Północnym po wyżynę Kimberley w Australii Zachodniej, w tym na wyspie Bigge. Według oszacowań przeprowadzonych przez IUCN zasięg występowania (Extent of Occurrence, EOO) obejmuje 697 751 km².
Gatunek występuje na terenach położonych wyżej niż 150 i jednocześnie niżej niż 600 metrów nad poziomem morza.
Siedlisko tego zwierzęcia to zagłębienia wypełnione wodą, niewielkie strumyki i stawiki w tropikalnych suchych zaroślach.

## Behawior i rozmnażanie
Prowadzi dzienny tryb życia, porę nocną spędzając stadnie wśród roślinności wodnej albo na brzegu zbiornika wodnego, w którym żyje. W razie niebezpieczeństwa ratuje się szybkimi skokami po powierzchni wody. Używa zagłębień w skale jako kryjówek.
Czas na rozród nadchodzi wiosną i latem. Wtedy to samce znajdują sobie dogodne miejsca na skałach nad wodą lub też w ściółce, po czym nawołują. Samica składa około 30–40 jaj, których rozwój w kierunku osobnika dorosłego dokonuje się w ciągu trzech–czterech tygodni.

## Status
Płaz występuje pospolicie, a trend liczebności jego populacji oceniany jest jako stabilny.